# Daishi Kato
Daishi Kato (født 26. juli 1983) er en tidligere japansk fodboldspiller.
Han har spillet for flere forskellige klubber i sin karriere, herunder Shonan Bellmare og Kyoto Sanga FC.